# Simulateur de masse (astronautique)

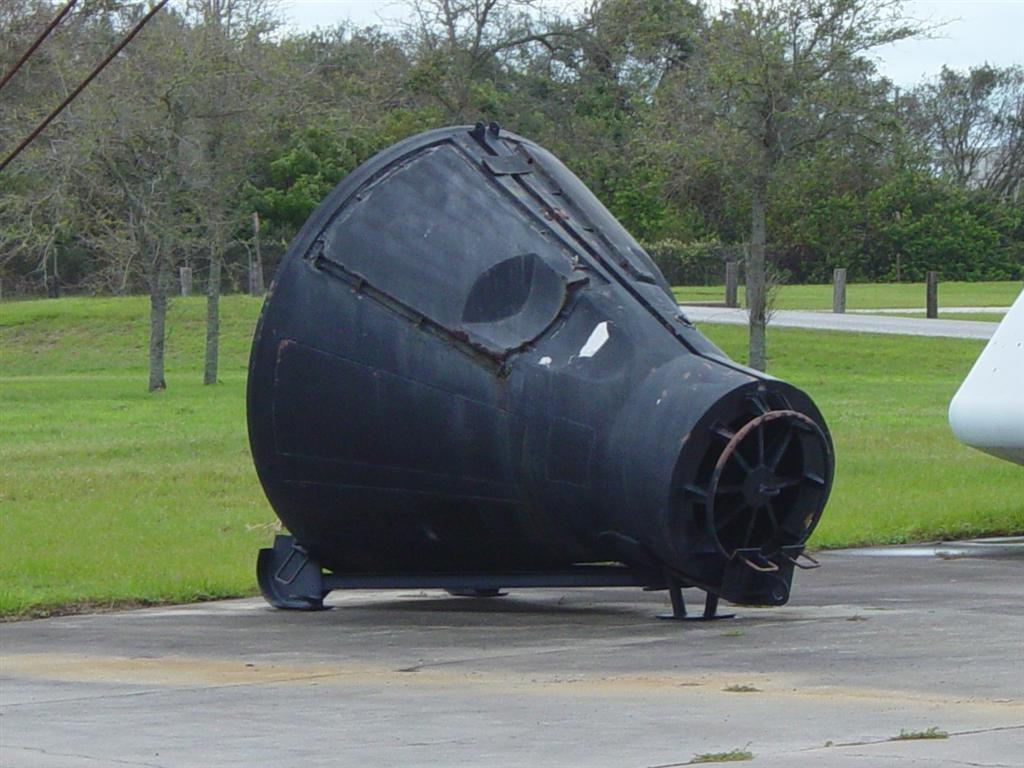
Simulateur de masse du vaisseau spatial Gemini exposé à l', à la base de lancement de Cap Canaveral, en Floride, en 2004.

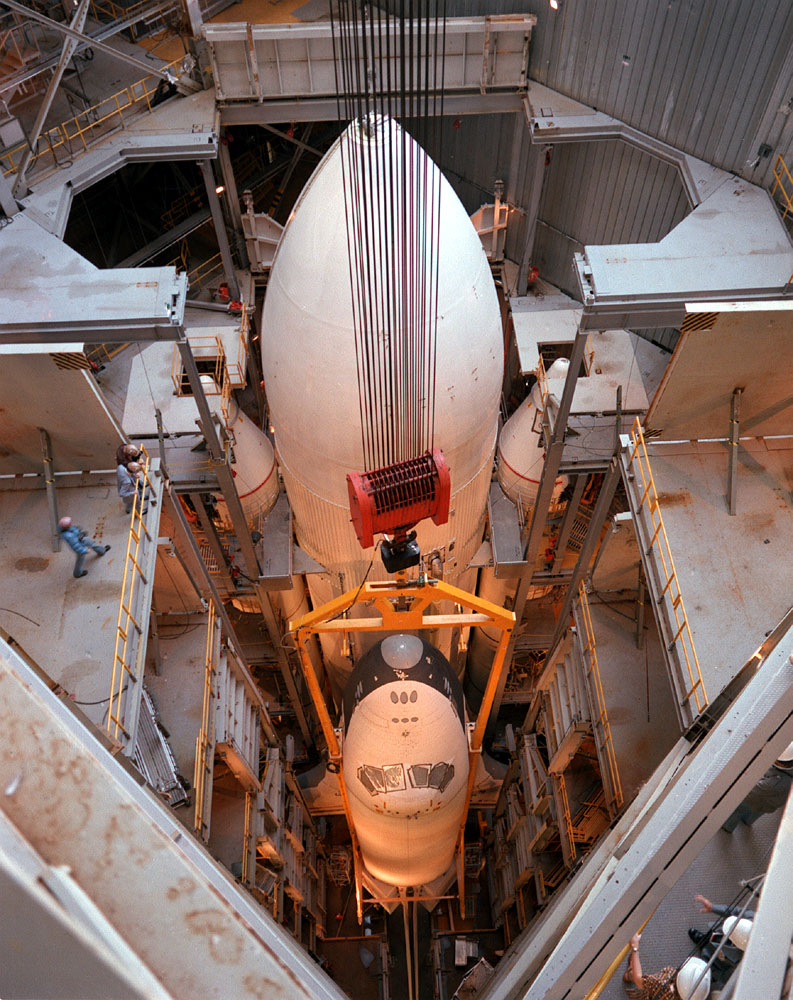
Le prototype de l'orbiteur de la navette spatiale, Enterprise, accouplé avec le réservoir externe et les propulseurs d'appoint prêts à subir des tests de vibration au Centre de vol spatial Marshall, le 4 octobre 1978.

Un simulateur de masse (en anglais : mass simulator, également nommé « boilerplate ») est un vaisseau ou une charge utile non fonctionnel qui est utilisé pour tester diverses configurations et caractéristiques de base de taille, de charge et de manipulation des lanceurs. Il est beaucoup moins coûteux de construire plusieurs engins spatiaux factices non fonctionnels à l'échelle que de développer le système complet (conception, test, reconception et lancement). De cette façon, les simulateurs d'engins spatiaux permettent de tester des composants et des aspects de projets aérospatiaux de pointe pendant que des contrats détaillés pour le projet final sont en cours de négociation. Ces tests peuvent être utilisés pour élaborer des procédures d'accouplement d'un engin spatial à son lanceur, d'accès et de sortie d'urgence, d'activités de soutien à la maintenance et de divers processus de transport.
Les maquettes de test d'engins spatiaux sont plus couramment utilisées pour tester les engins spatiaux habités ; par exemple, au début des années 1960, la NASA a effectué de nombreux tests en utilisant un vaisseau spatial Apollo factice au sommet des fusées Saturn I et un vaisseau spatial Mercury au sommet des fusées Atlas (par exemple Big Joe 1 (en)). La navette spatiale Enterprise, dépourvue de moteurs, a été utilisée comme simulateur de masse pour tester l'assemblage de l'ensemble orbiteur, réservoir externe et propulseurs à poudre et son transport vers la rampe de lancement. Le programme Constellation, désormais annulé, et le programme Artemis ont utilisé un vaisseau Orion factice pour divers tests.

## Maquettes de Mercury
Les simulateurs de masse de Mercury ont été fabriqués en interne par les techniciens du Centre de recherche Langley avant que McDonnell Aircraft Corporation ne construise la capsule Mercury. Les maquettes des capsules ont été conçues et utilisées pour tester les systèmes de récupération, les tours de sauvetage et les moteurs-fusées. Des tests formels ont été effectués sur le pas de tir à Langley et à Wallops Island à l'aide des fusées Little Little Joe,.

### Étymologie
Le terme « boilerplate » provient de l'utilisation de tôles d'acier épaisses, servant de base pour la construction de chaudières (sens du mot « boilerplate » en anglais), pour la construction de maquettes. Historiquement, lors du développement de la série Little Joe de 7 lanceurs, il n'y avait qu'une seule maquette de capsule et elle s'appelait ainsi puisque sa section conique était construite en acier au Chantier naval de Norfolk. Cette capsule a été utilisée dans un test d'abandon de lancement, puis utilisée par la suite dans le vol Little Joe 1A (en). Cependant, le terme a été utilisé par la suite pour toutes les capsules prototypes (qui étaient presque aussi complètes que les capsules orbitales). Cet usage était techniquement incorrect, car ces autres capsules n'étaient pas faites de tôle de chaudière, mais le terme « boilerplate » s'est imposé.

### Événements marquants
Sources,
- 22 juillet 1959 : Premier essai réussi d'abandon de lancement depuis le pas de tir avec une tour de sauvetage fonctionnelle fixée à un simulateur de masse de Mercury.
- 28 juillet 1959 : Un simulateur de masse de Mercury équipé d'instruments pour mesurer les niveaux de pression acoustique et les vibrations de la fusée d'essai Little Joe et de la tour de sauvetage.
- 9 septembre 1959 : Un simulateur de masse de Mercury monté sur une fusée Atlas pour la mission Big Joe 1 (en) (BJ-1) a été lancé avec succès depuis Cap Canaveral. Ce vol d'essai visait à déterminer les performances du bouclier thermique et le transfert de chaleur vers la maquette, à observer la dynamique de vol de la maquette lors de la rentrée dans l'Atlantique Sud, à exécuter et à évaluer les procédures du système de flottaison et de récupération de la capsule, et à évaluer l'ensemble des caractéristiques de la capsule et de la fusée et les commandes du système[5].
- 9 mai 1960 : Le test Beach Abort (en) mené avec une tour de sauvetage est réussi.
- 25 février 1961 : Un test réussi de chute d'une maquette du vaisseau spatial Mercury équipée d'une jupe d'impact, de sangles et de câbles, et d'un bouclier thermique[6].
- 24 mars 1961 : Un lancement réussi de Mercury-Redstone BD (MR-3) a eu lieu avec un apogée de 181 km ; premier vol suborbital sans équipage[6].

### Photos

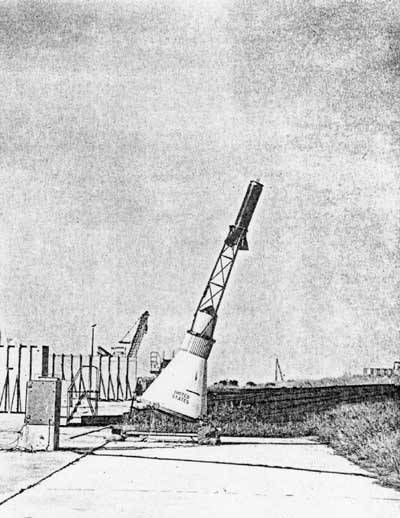
Test Beach Abort (en) de Mercury
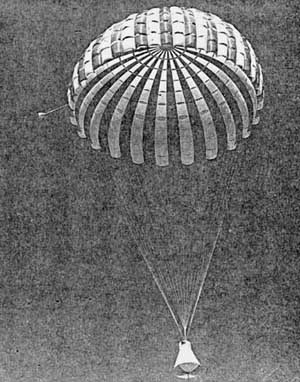
Test de parachute de Mercury
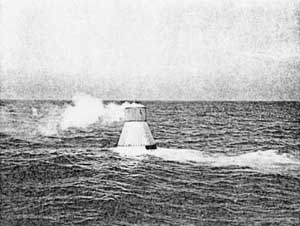
Test de flottaison de Mercury

## Maquettes de Gemini
Sept maquettes de test de Gemini ont été utilisées : BP-1, 2, 3, 3A, 4, 5 et 201. La maquette 3A avait des portes fonctionnelles et était équipée pour tester l'étanchéité, les colliers de flottaison et les procédures d'évacuation.

### Photos

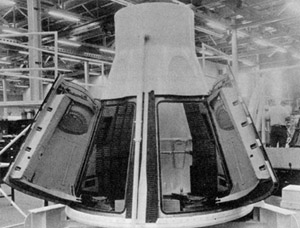
Usine McDonnell, St. Louis, Missouri
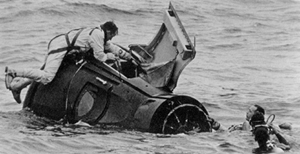
Test de flottaison et de sauvetage
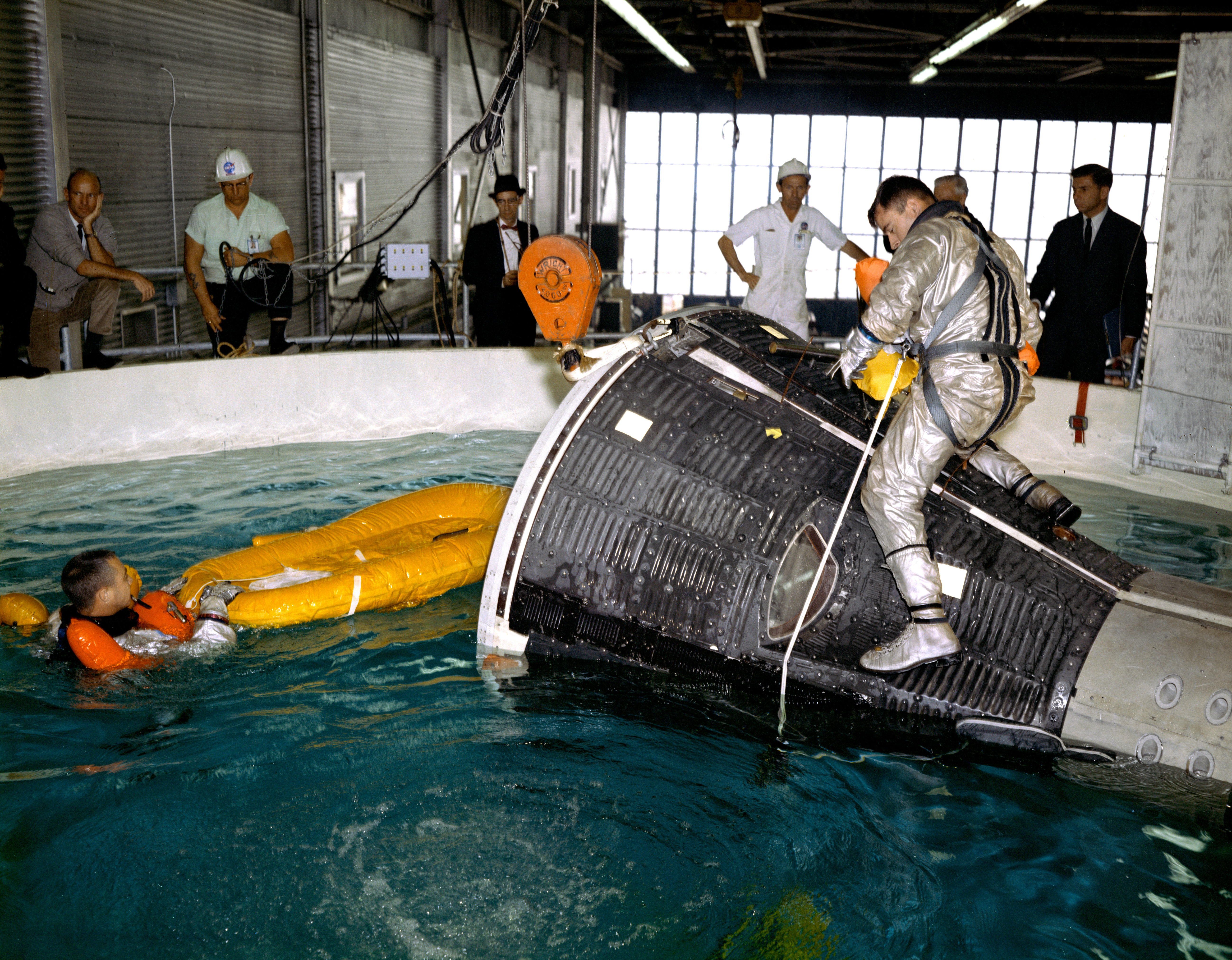
Test de flottaison et d'évacuation
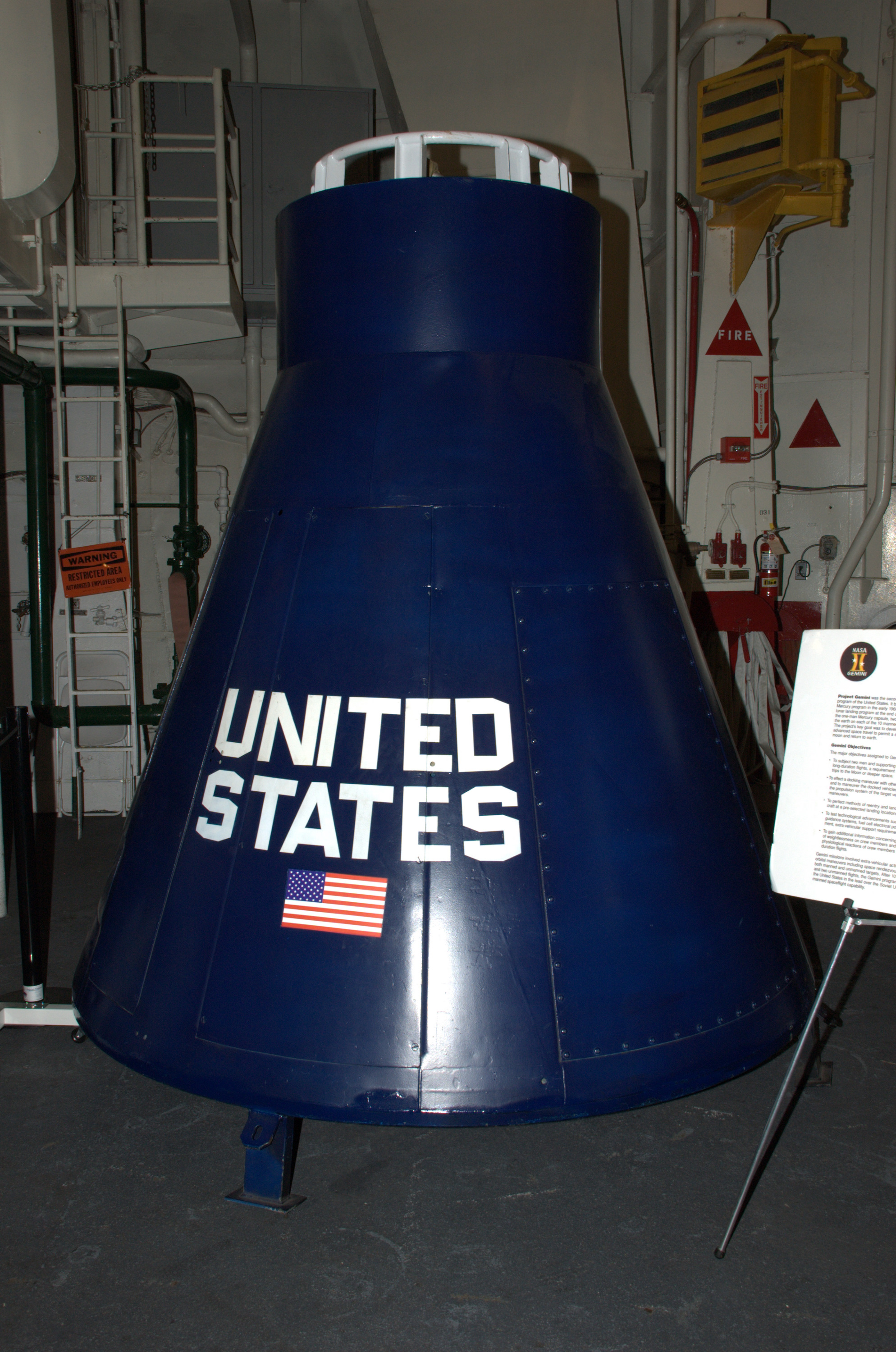
Maquette au Musée de l'USS Hornet

## Maquettes d'Apollo

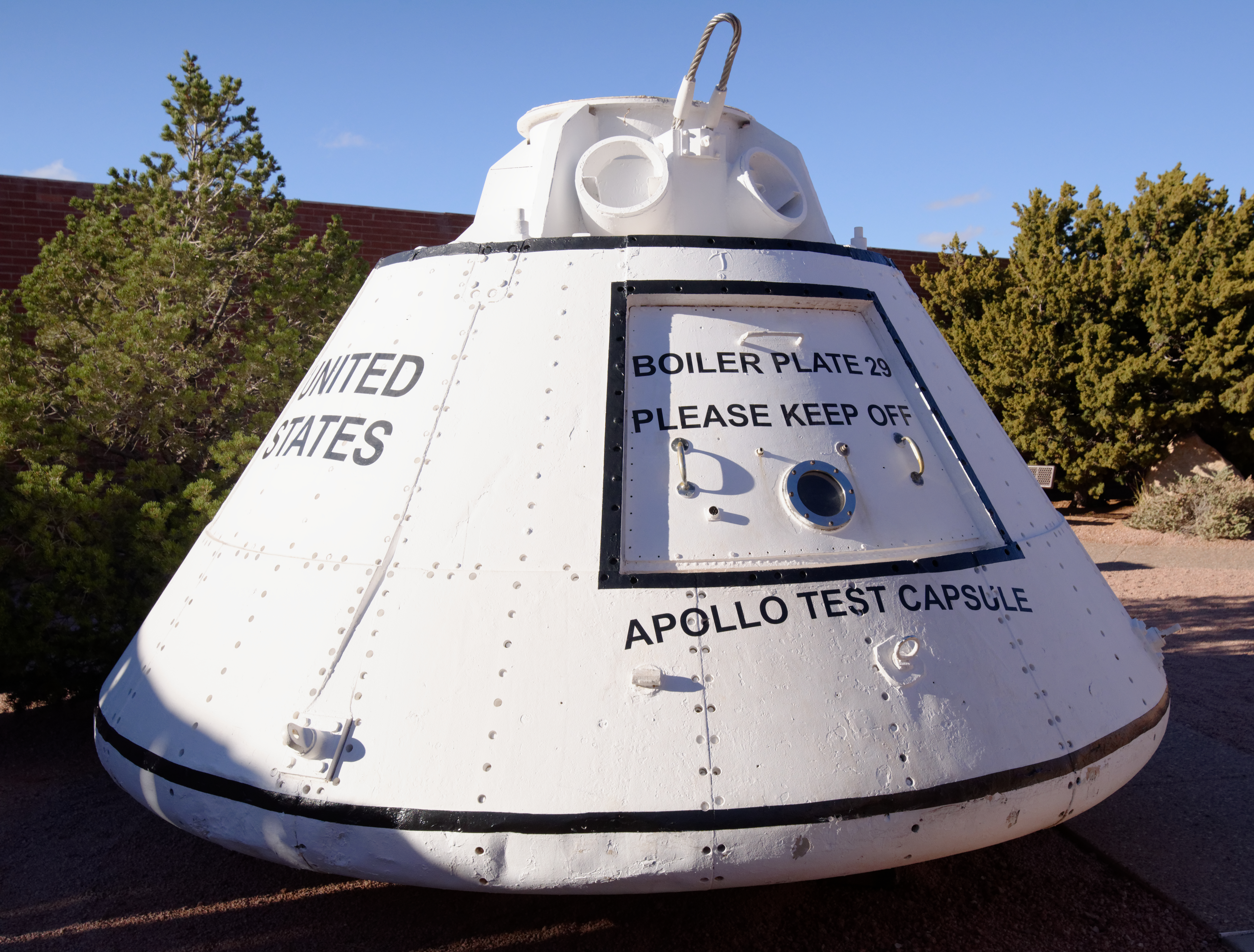
Apollo BP 29

La NASA a créé une variété de maquettes du vaisseau Apollo. Une liste d'entre eux peut être trouvée dans la section Apollo du guide A Field Guide to American Spacecraft.

### Tests de la tour de sauvetage
Les maquettes des modules de commande d'Apollo ont été utilisées pour les tests et les procédures de la tour de sauvetage (LES) :
- BP-6 au cours du vol Pad Abort Test 1 (en) - Test d'abandon de lancement depuis la zone de lancement.
- BP-23A au cours du vol Pad Abort Test 2 (en) - Test d'abandon de lancement depuis le pas de tir avec une maquette reproduisant plus fidèlement le module de commande de type Block-I.
- BP-23 au cours du vol A-002 (en) - Essai de la tour de sauvetage, avec des plans canard, 29 octobre - 5 novembre 1964[8].
- BP-27 au cours du vol LES-015 - Tests dynamiques[9].

### Tests des maquettes
- BP-1 - Essais d'impact sur l'eau[9]

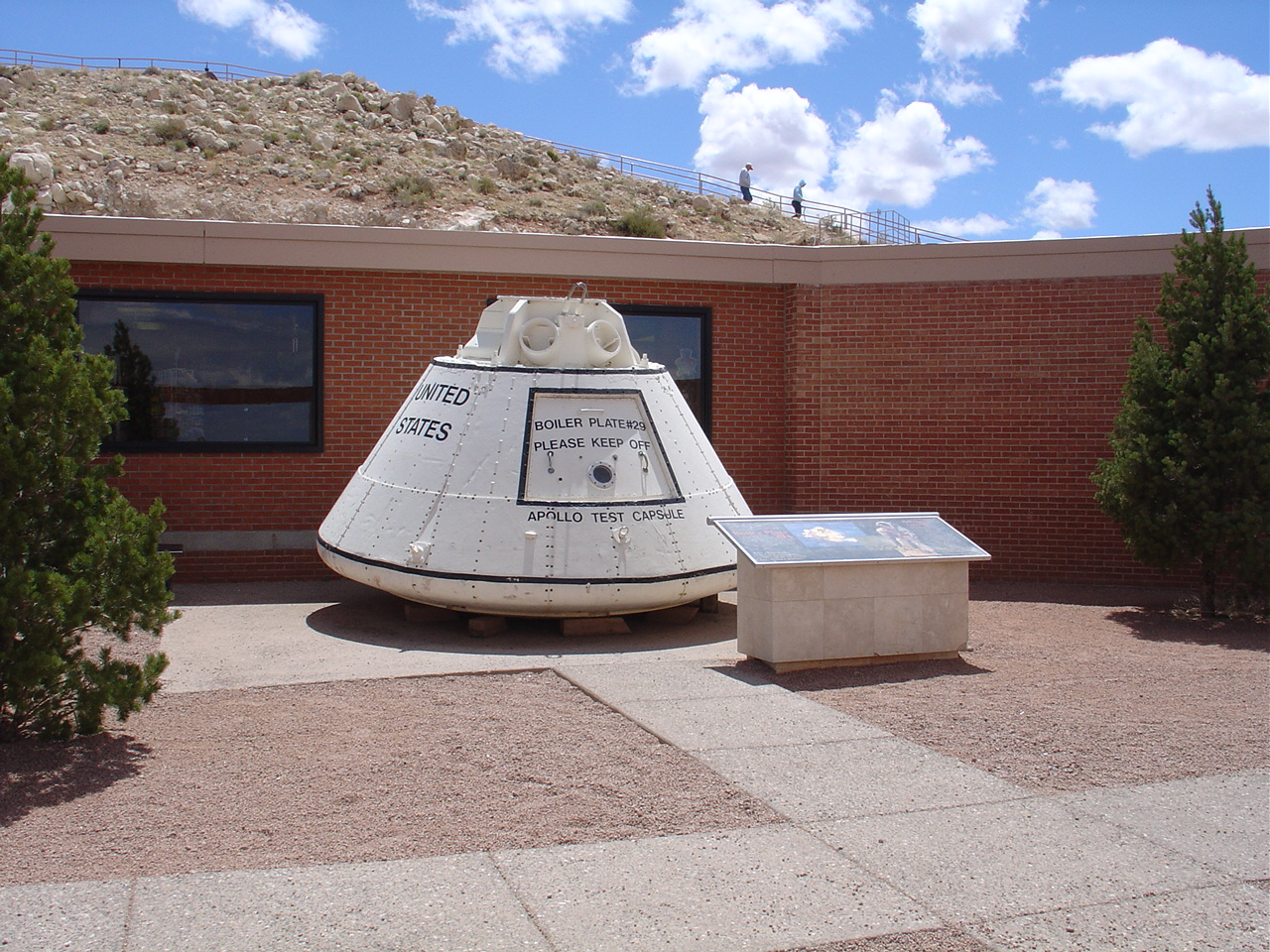
BP-29 exposé au Meteor Crater (utilisé pour les tests de flottaison)

- BP-2 - Stockage des tests de flottaison[9]
- BP-3 - Essais de parachute[9]
- BP-6, -6B, - PA-1, plus tard véhicule d'essai de chute sous parachute[9], et test d'interruption de lancement depuis le sol pour démontrer les performances de la tour de sauvetage à White Sands Missile Range[10].
- BP-9 au cours de la mission AS-105 (SA-10), test dynamique d'évaluation du danger des micrométéoroïdes ; non récupéré[9].
- BP-12 au cours du vol d'essai A-001 (en), maintenant exposé au Columbia Memorial Space Center (en), ancienne usine aérospatiale, à Downey, en Californie[8], pour tester les performances d'interruption en vol transsonique de la tour de sauvetage à White Sands Missile Range[10].
- BP-13 au cours de la mission AS-101 (SA-6), non récupéré[9].
- BP-14 - tests du système de support de vie, du 22 au 29 octobre 1964[8], composé du module de commande 14, du module de service 3, de la tour de sauvetage 14 et des adaptateurs de lancement de Saturn[9].
- BP-15 au cours de la mission AS-102 (SA-7), non récupéré[9].
- BP-16 au cours de la mission AS-103 (SA-9), un autre test d'évaluation du danger des micrométéoroïdes, non récupéré[9].
- BP-19A - Antenne VHF, tests de chute sous parachute[9] ; maintenant exposé au Columbia Memorial Space Center (en)[11]
- BP-22 au cours de la mission A-003 (en) ; maquette exposée au Centre spatial Lyndon B. Johnson, à Houston, au Texas[12]
- BP-23 - essais de performance en vol à haute pression dynamique de la tour de sauvetage à White Sands Missile Range[10].
- BP-23A - Essais de d'interruption de lancement depuis le sol avec plans canard, BPC et changements majeurs de séquençage, à White Sands Missile Range[10], maintenant exposé avec SA-500D au U.S. Space & Rocket Center, à Huntsville, en Alabama[9].
- Module de commande BP-25 - Test de récupération dans l'eau, au Fort Worth Museum of Transportation[9] (voir photo de BP-25)
- BP-26 au cours de la mission AS-104 (SA-8) - un autre test d'évaluation du danger des micrométéoroïdes[9].
- Module de commande et de service BP-27 avec LES-16 - test du cardan du moteur et de l'assemblage[9]. Maintenant exposé au sommet de la Saturn V verticale au U.S. Space & Rocket Center, à Huntsville, en Alabama[13].
- BP-28A - Essais d'impact[9]
- BP-29 - Essais de chute à la verticale à Downey, en Californie, le 30 octobre 1964, maintenant exposé au Meteor Crater, en Arizona[8],[9].
- BP-30 - Essais du bras oscillant ; actuellement exposé au centre Apollo/Saturn V Center du Centre spatial Kennedy[9].

### Unités spécifiques Apollo BP

#### BP-1101A
BP-1101A a été utilisé dans de nombreux tests pour développer des équipements et des procédures de récupération. Plus précisément, 1101A a testé les coussins gonflables dans le cadre de la procédure de redressement lorsque Apollo atterrit à l'envers dans l'eau. La séquence de gonflement des airbags doit alors faire rouler la capsule et se redresser d'elle-même.
Cette maquette de McDonnell est maintenant prêtée au Wings Over the Rockies Air and Space Museum, à Denver, dans le Colorado, par le Smithsonian. BP-1101A avait un marquage extérieur « AP.5 ». L'examen de l'intérieur en 2006 a révélé de gros et lourds lingots d'acier. Après de plus amples recherches, un nouveau schéma de peinture a été appliqué en juin 2007.

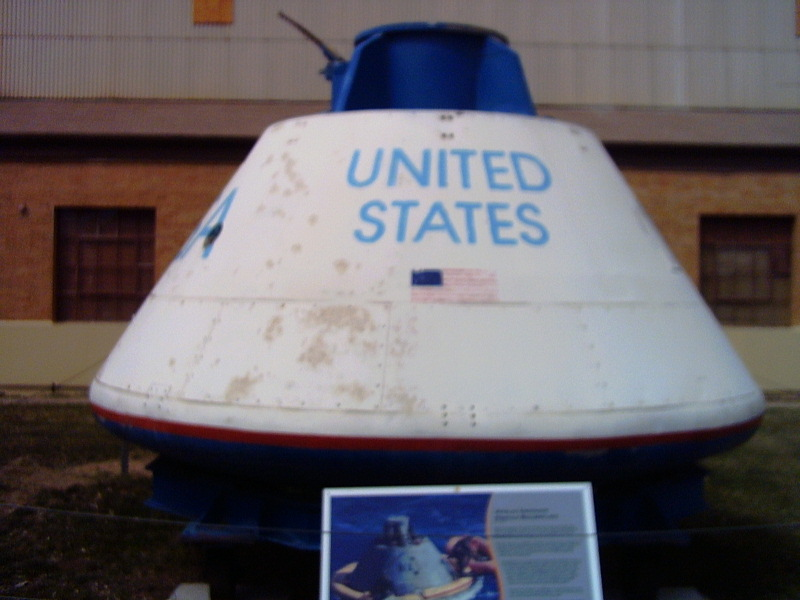
BP1101A AP5, vue de face, Wings Museum, 2006
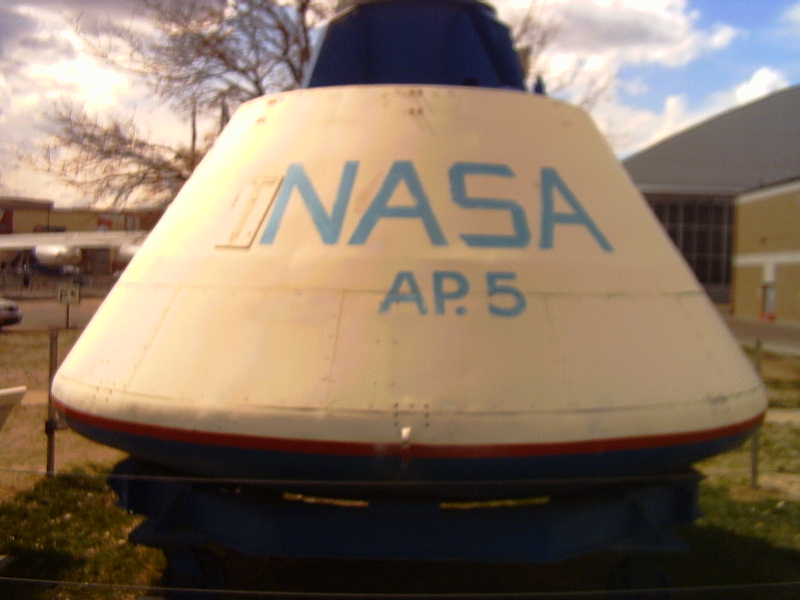
BP1101A AP5, vue latérale
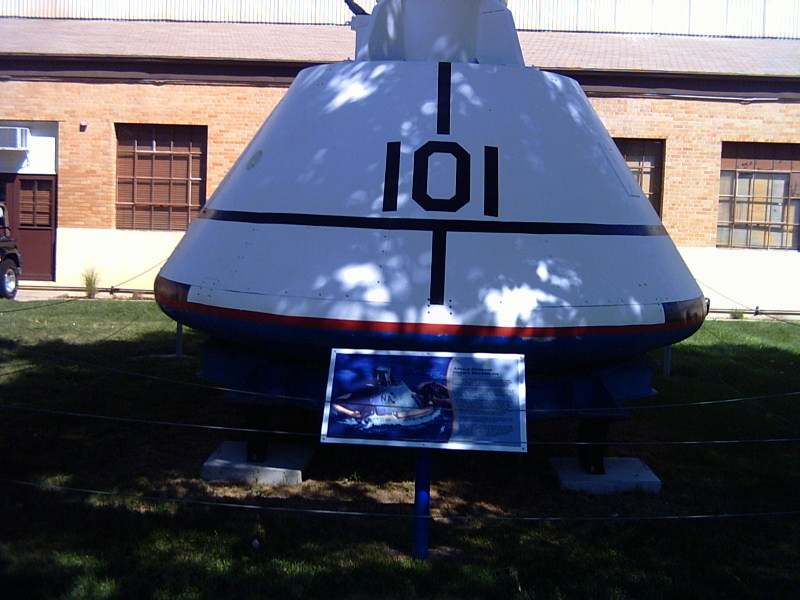
Nouveau schéma de peinture, juin 2007

#### BP-1102A
BP-1102 a été utilisé comme simulateur d'entraînement d'évacuation dans l'eau pour tous les vols Apollo, y compris par l'équipage d'Apollo 11, la première mission d'atterrissage lunaire. Il a également été adapté pour des maquettes de composants intérieurs et utilisé par les astronautes pour pratiquer les sorties de routine et de secours du vaisseau spatial.
Il a ensuite été modifié à nouveau quand l'intérieur a été configuré pour simuler soit Apollo-Soyouz, soit Skylab Rescue, un véhicule de secours pour la statiob Skylab pouvant ramener cinq personnes. Avec ces deux conversions, les astronautes pouvaient s'entraîner pour ces missions spéciales. Il a finalement été transféré de la NASA au Smithsonian en 1977 et est maintenant exposé au Udvar-Hazy Center avec le collier de flottaison et les airbags qui étaient attachés à Columbia (le module de commande d'Apollo 11) à la fin de sa mission historique.

#### BP-1210

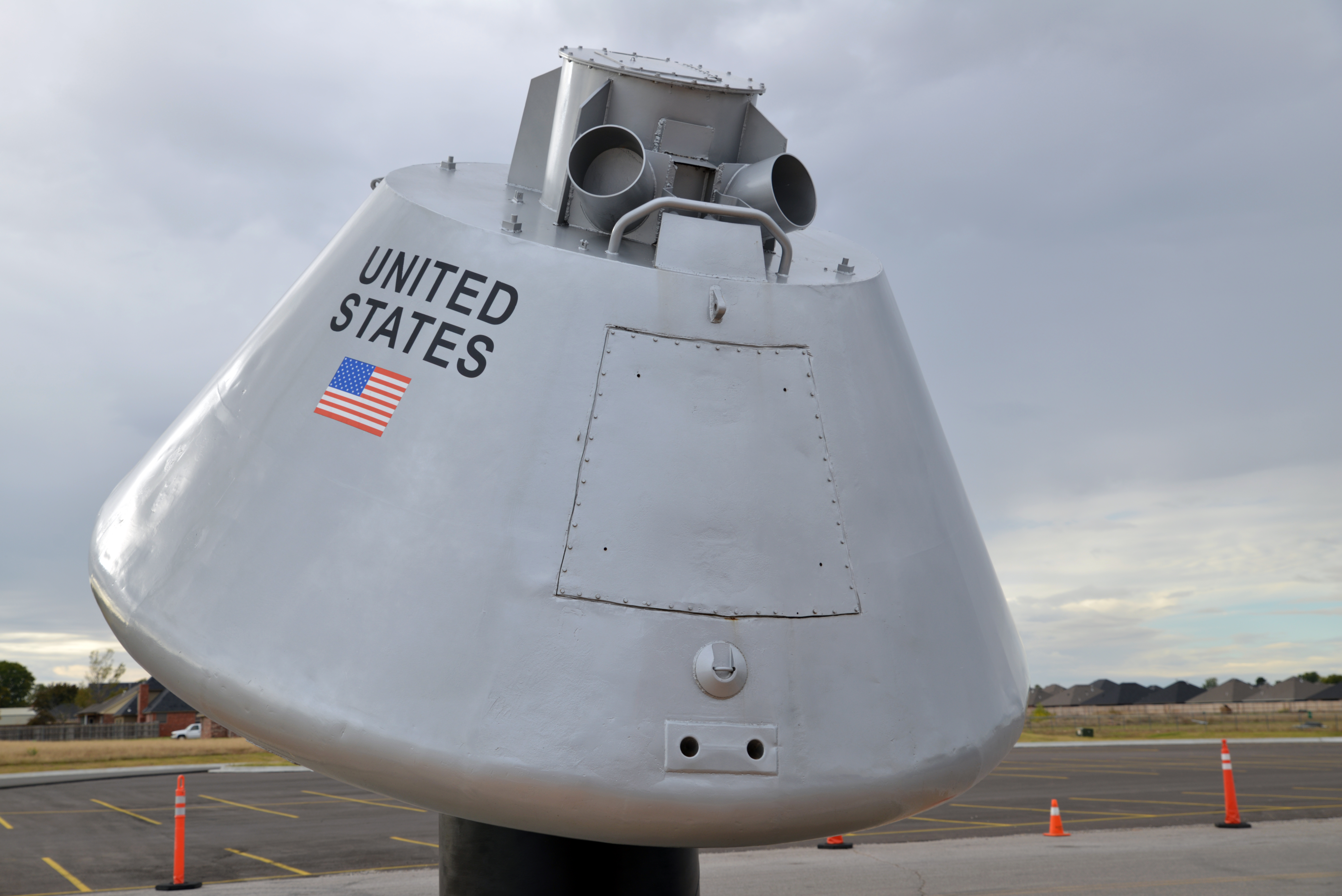
BP-1210

BP-1210 a été utilisé pour l'entraînement à l'atterrissage et la récupération et pour tester les dispositifs de flottaison. Il est exposé à l'extérieur du Stafford Air & Space Museum.

#### Séries des BP-1220/1228
Le but de cette conception en série était de simuler le poids et d'autres caractéristiques physiques externes du module de commande Apollo. Ces prototypes étaient dans la plage de 9000 lb requise par les réservoirs d'eau de laboratoire et les tests océaniques. Les expériences ont testé des colliers de flottaison, des installations de colliers et des caractéristiques de flottabilité. La Navy a formé son personnel de récupération pour l'installation des colliers océaniques et les procédures de récupération à bord des navires. Ces maquettes avaient rarement des équipements internes. Voir photo de BP-1220.

##### BP-1224
BP-1224 était un programme d'essais d'inflammabilité au niveau des composants pour tester les décisions de conception sur la sélection et l'application de matériaux non métalliques. Les comparaisons de configuration de la maquette avec les modules de commande et de service 2TV-1 et 101 ont été effectuées par North American. Le 5 février 1967, le comité d'examen de la NASA a décidé que la configuration de la maquette avait déterminé une configuration raisonnable du « pire des cas », après que plus de 1 000 tests ont été effectués. Voir les photos de BP-1224.

##### BP-1227
Les détails concernant cette capsule d'essai ne sont pas clairs, mais il est fort probable qu'elle a été perdue en mer quelque part entre les Açores et le golfe de Gascogne début 1969, et récupérée en juin 1969 au large de Gibraltar par le chalutier de pêche soviétique Apatit (peut-être un navire d'espionnage soviétique déguisé, ce qui était courant pendant la guerre froide),,,, transférée au port de Mourmansk en Union soviétique et ramenée aux États-Unis en septembre 1970 par l'USCGC Southwind (en). Elle est maintenant située à Grand Rapids, dans le Michigan, servant de capsule temporelle,. Voir la photo de BP-1227. Les seules certitudes concernant cette capsule sont qu'elle a été renvoyée aux États-Unis depuis Mourmansk début septembre 1970 lors d'une visite de l'USCG Southwind qui l'a renvoyée à la Base navale de Norfolk, en Virginie. Elle y est restée jusqu'à ce qu'elle soit offerte au National Air and Space Museum en avril 1976, qui l'a prêtée pour un siècle à Grand Rapids afin de servir de capsule temporelle. Deux sources officielles, l'US Navy et l'US Coastguard, disent toutes deux qu'elle a été perdue par une unité de l'ARRS (Aerospace Rescue and Recovery Squadron) s'entraînant aux procédures de récupération. Un compte rendu contemporain de son retour cite un porte-parole de la NASA disant : « ... pour autant que la NASA puisse déterminer l'objet... la marine l'a perdu il y a deux ans. ».

## Simulateurs de la navette spatiale américaine

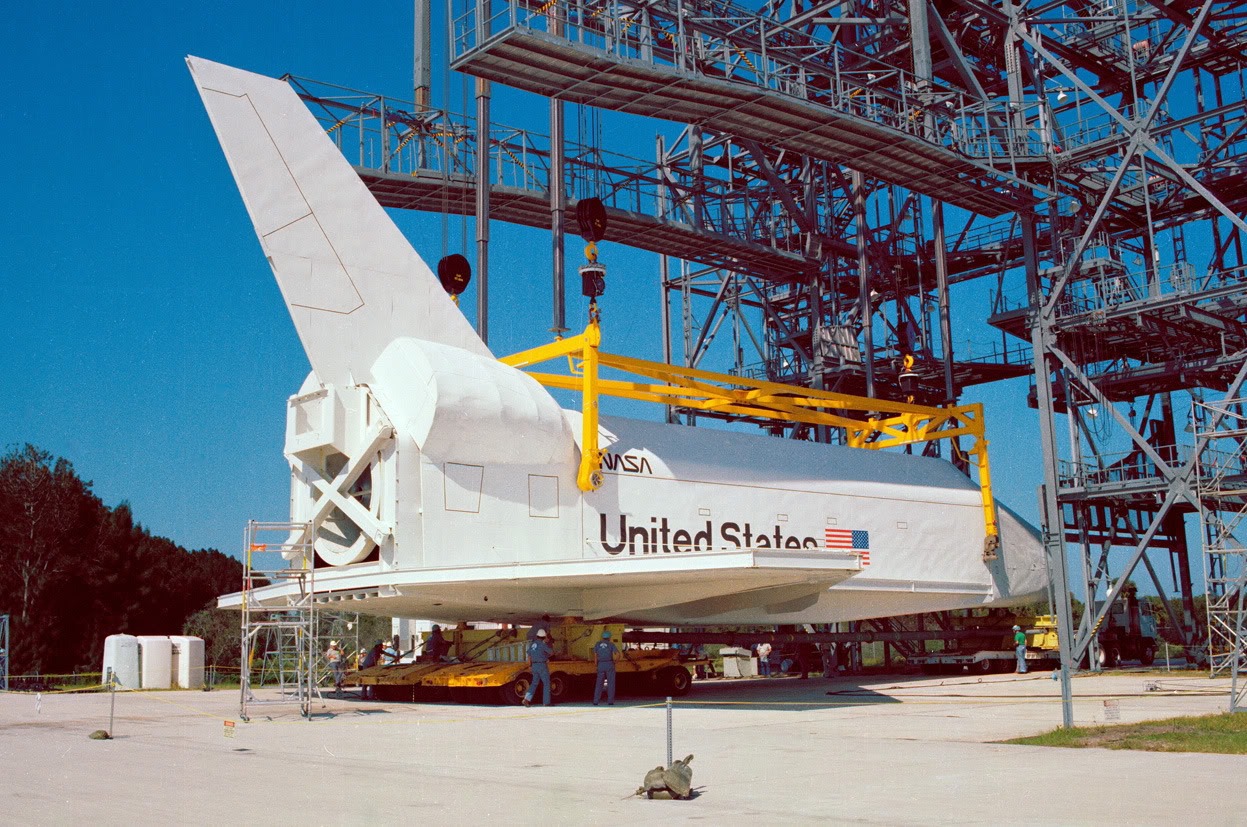
Pathfinder est utilisée pour tester la grue au Shuttle Landing Facility en Floride.

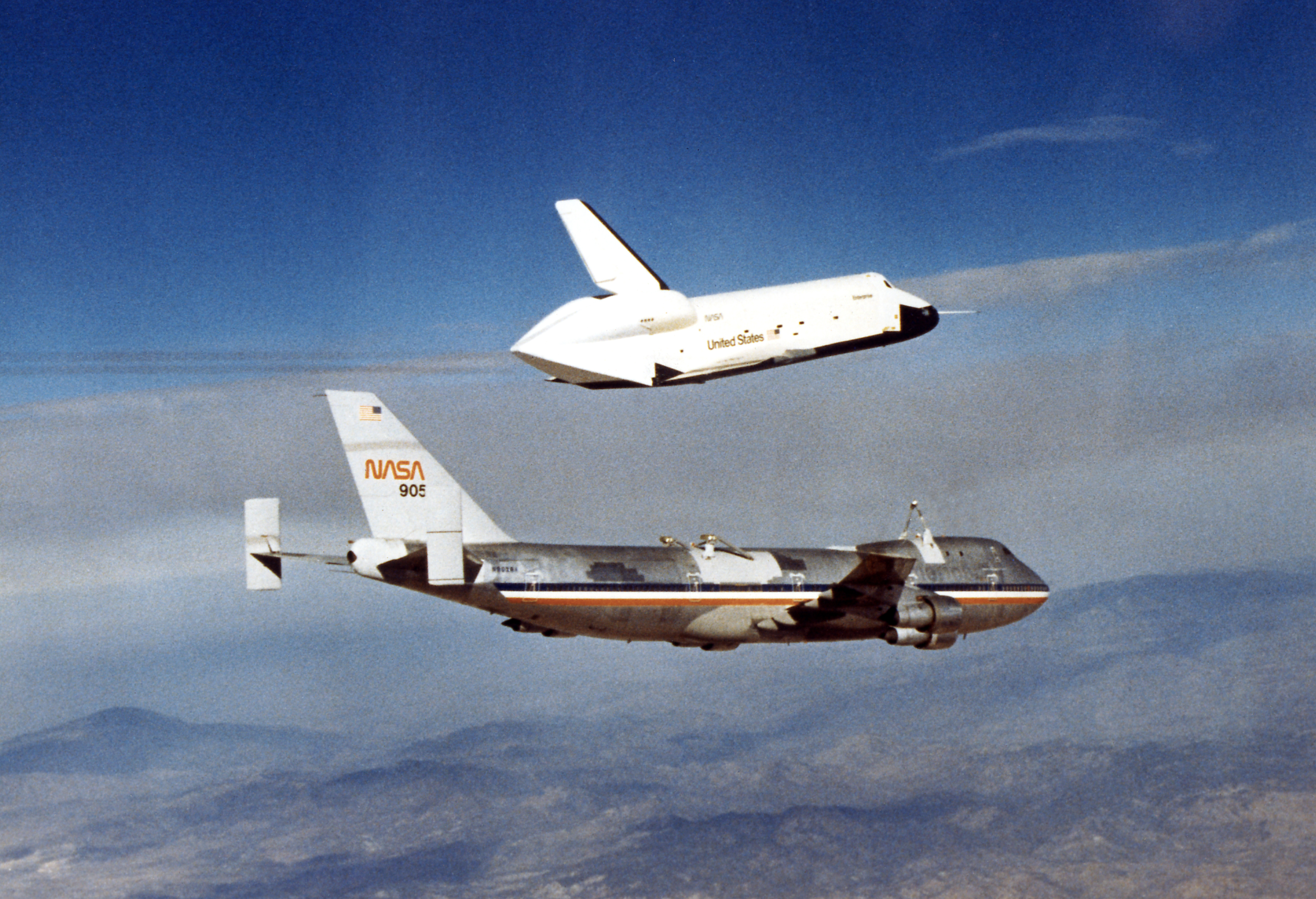
Enterprise est larguée du SCA lors du premier vol libre du programme d'essai d'approche et d'atterrissage.

- À gauche : Enterprise est descendue dans le Dynamic Structural Test Facility (en) pour les essais de vibrations au sol avec accouplement.
- Au centre : Enterprise est accouplée avec un réservoir externe et des SRB pour effectuer des tests d'ajustement au LC-39A.
- À droite : Enterprise avec un réservoir externe et des SRB dans des tests d'ajustement à Vandenberg SLC-6.

Dans le cadre du programme de la navette spatiale, un certain nombre de simulateurs de véhicules ont été construits en utilisant divers matériaux pour entreprendre des tests clés des procédures, de l'infrastructure et d'autres éléments qui auraient lieu pendant une mission de la navette.

### Facilities Test Article
En 1977, le Centre de vol spatial Marshall (MSFC) a construit une simple maquette d'orbiteur en acier et en bois, Pathfinder, pour les activités de vérification d'ajustement pour divers éléments de l'infrastructure nécessaire pour soutenir la navette spatiale, dont les gabarits routiers et les capacités des grues, ainsi que pour les essais dans divers bâtiments et structures utilisés dans le cadre du programme, à la fois au MSFC et au Kennedy Space Center. La maquette a été conçue pour avoir la taille, la forme et le poids approximatifs d'un orbiteur réel, et a permis d'entreprendre ces tests initiaux sans utiliser l'orbiteur prototype beaucoup plus cher et délicat, Enterprise. À la suite de son utilisation comme article de test, la maquette a été stockée jusqu'en 1983, date à laquelle elle a été remise à neuf et modifiée pour ressembler davantage à un orbiteur réel, avant d'être exposée à Tokyo.

### Structural Test Article
Le Structural Test Article a été construit comme un véhicule d'essai destiné à être utilisé dans les essais de vibration initiaux pour simuler des vols entiers. Le STA a été construit essentiellement comme une cellule d'orbiteur complète, mais avec une maquette du compartiment de l'équipage, et le bouclier thermique installé uniquement sur le fuselage avant. L'essai de simulation du STA a été effectué au cours des onze mois suivant son déploiement en février 1978 ; à l'époque, il était prévu que le prototype de l'orbiteur, Enterprise, soit converti en un modèle prêt pour le vol orbital, mais le coût de ce travail, ainsi qu'un certain nombre de modifications de conception qui avaient eu lieu entre le déploiement d'Enterprise et la construction finale du premier orbiteur opérationnel, Columbia, ont entraîné qu'il a été décidé à la place de mettre à niveau le STA. Ces travaux ont commencé après la fin des tests STA en janvier 1979, avec l'orbiteur terminé, baptisé Challenger, déployé en juin 1982.

### Prototype

#### Tests d'approche et d'atterrissage
En janvier 1977, le prototype de l'orbiteur Enterprise a été livré à la Edwards Air Force Base en Californie pour le début de son programme de test global, qui engloberait les tests en vol, la vérification d'ajustement et les tests des procédures de l'orbiteur, de ses systèmes, des installations et des procédures requises pour lancer, voler et faire atterrir le vaisseau spatial en toute sécurité. En 1977, Enterprise a été utilisée dans le programme de tests d'approche et d'atterrissage, qui comprenait l'accouplement de l'orbiteur à l'avion porte-navette Shuttle Carrier Aircraft, un Boeing 747 modifié pour tester les caractéristiques de roulage et de vol de la combinaison Orbiteur/SCA. Ce programme comprenait des vols de la combinaison dans laquelle Enterprise elle-même était sous tension et occupée par un équipage, pour tester les systèmes de procédures de l'équipage en vol, et enfin un ensemble de cinq vols libres, avec Enterprise larguée du SCA en vol pour atterrir par ses propres moyes, testant les propres caractéristiques de vol et de maniement de l'orbiteur.

#### Tests de vibration et d'ajustement
En mars 1978, à la suite de son utilisation lors d'essais en vol pendant le programme de tests d'approche et d'atterrissage, Enterprise a été emmenée au MSFC à Huntsville, en Alabama, pour être utilisée dans le test de vibration à la verticale et au sol accouplé (Mated Vertical Ground Vibration Test) où Enterprise est accouplée à un réservoir externe vide et à des boosters à poudre factices, créant pour la première fois une version de test complète de la navette spatiale. À l'intérieur du Dynamic Structural Test Facility (en) au MSFC, l'ensemble a été soumis à une série d'essais de vibrations simulant les différentes étapes auxquelles il serait soumis lors du lancement.
Après son utilisation à Huntsville, Enterprise a ensuite été emmenée au Kennedy Space Center en Floride, où elle a de nouveau été utilisée comme simulateur de masse pour tester cette fois les procédures d'assemblage et de transport de l'assemblage depuis le Vehicle Assembly Building au complexe de lancement 39, ainsi que les procédures requises à son arrivée à la rampe de lancement,. En 1985, Enterprise a de nouveau été utilisé à cette fin, cette fois pour tester les installations de la navette de l'Air Force à la Vandenberg Air Force Base, y compris un accouplement complet sur la rampe de lancement SLC-6.

## Maquettes d'Orion

### Développement
La première maquette de test d'Orion était un prototype de maquette de base pour tester les séquences d'assemblage et les procédures de lancement au centre de recherche Langley de la NASA pendant que les ingénieurs de Lockheed assemblaient les premiers moteurs-fusées pour la tour de sauvetage de l'engin spatial. Le premier simulateur est allé au Dryden Flight Research Center à Edwards, en Californie, pour l'intégration de l'avionique de Lockheed et de l'instrumentation de vol de développement de la NASA avant son expédition au White Sands Missile Range du Nouveau-Mexique pour le premier test d'abandon de lancement depuis le pas de tir (PA-1) en 2009. Le 20 novembre 2008, un test complet des fusées de la tour de sauvetage a eu lieu dans l'Utah. PA-1 est le premier des six événements de test du sous-projet Orion Abort Flight Test. Lockheed Martin a obtenu le contrat de construction d'Orion le 31 août 2006.
D'autres modèles doivent être utilisés pour tester les conditions de vibration thermique, électromagnétique, audio, mécanique et les études de recherche. Ces tests pour le vaisseau spatial Orion seraient effectués à la station Plum Brook du Glenn Research Center, dans l'Ohio,.

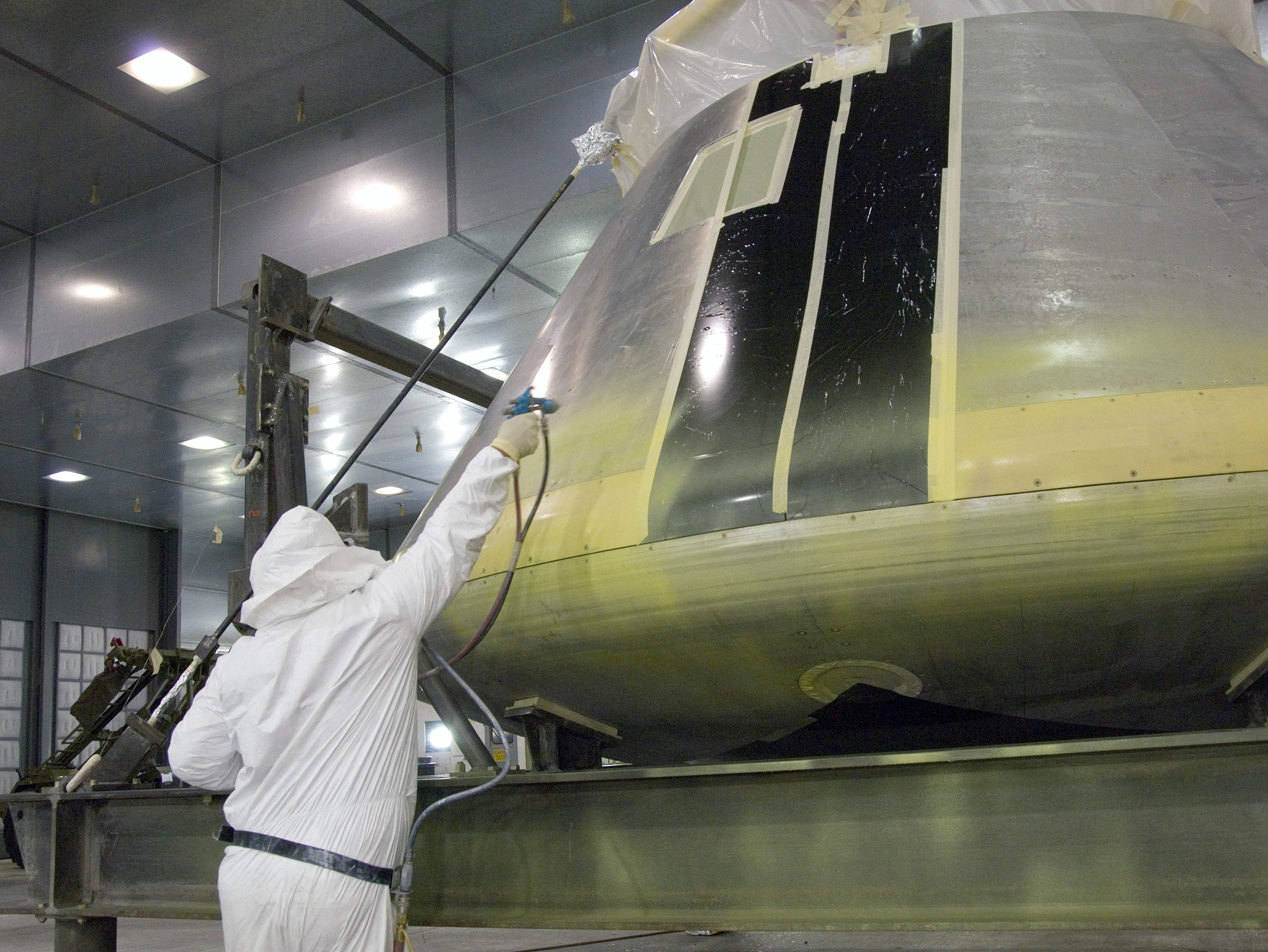
La maquette d'Orion reçoit sa première couche de peinture
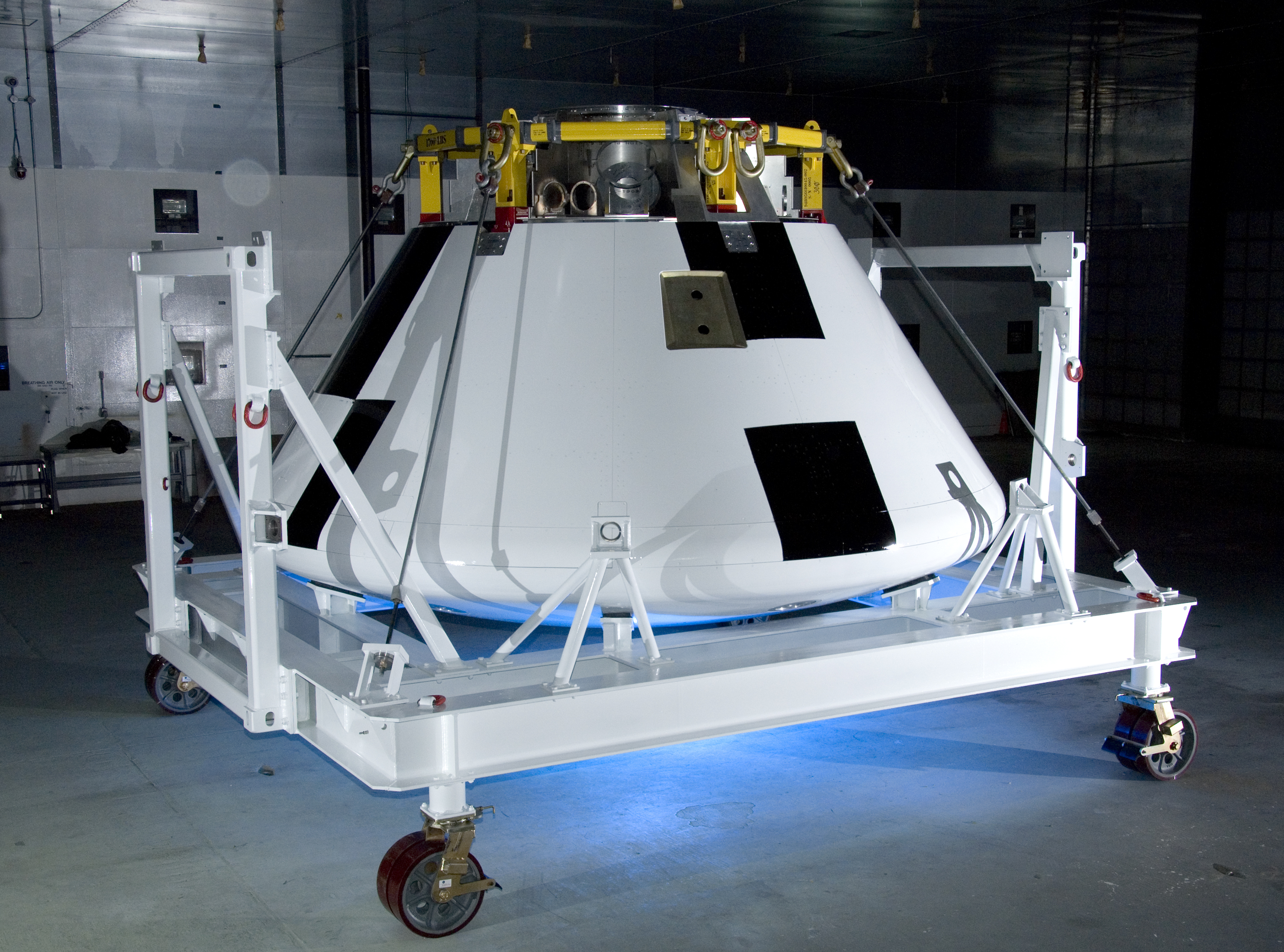
La maquette d'Orion au Dryden Research Center
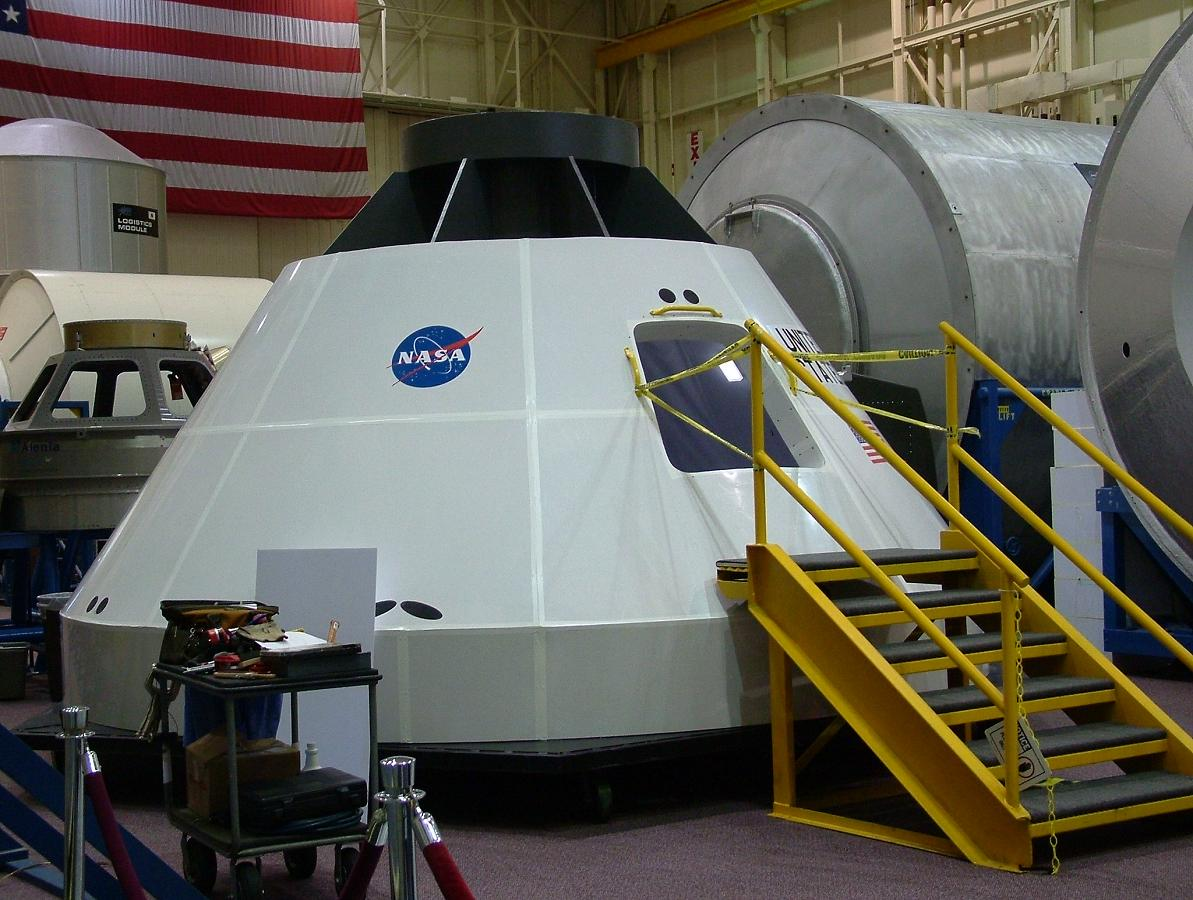
La maquette d'Orion prête pour des essais
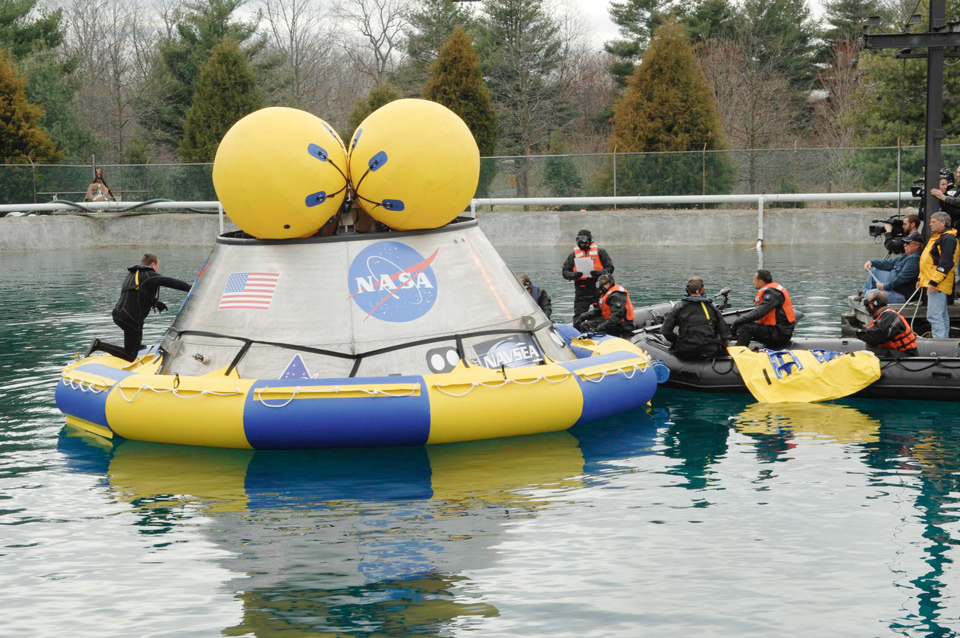
Maquette d'Orion de 8 100 kg construite par la marine, dans un bassin d'essai de la division Carderock du Naval Surface Warfare Center à West Bethesda, Maryland

## Simulateurs de véhicules privés
Dans les années 2010, plusieurs capsules spatiales privées ont utilisé des simulateurs de masse pour les lancements initiaux de nouveaux lanceurs.
- Le Dragon Spacecraft Qualification Unit était une maquette de la capsule Dragon lancée en orbite lors du vol inaugural de la fusée Falcon 9 de SpaceX, le 4 juin 2010. Elle a le profil externe et la distribution de masse prévue du vaisseau spatial Dragon[42].
- Le Cygnus Mass Simulator était une maquette du vaisseau cargo Cygnus lancée en orbite lors d'Antares A-ONE (en), vol inaugural de la fusée Antares d'Orbital Sciences le 21 avril 2013. Elle a le profil externe et la distribution de masse prévue de Cygnus[43],[44].
- Lors du vol inaugural du lanceur Falcon Heavy de SpaceX le 6 février 2018, Elon Musk a utilisé sa Tesla Roadster comme charge utile factice avec un pilote mannequin, qui a été envoyée sur une orbite héliocentrique elliptique avec un aphélie de 2,6 UA avec le second étage de la fusée[45],[46].